# جمعة الخصيبي

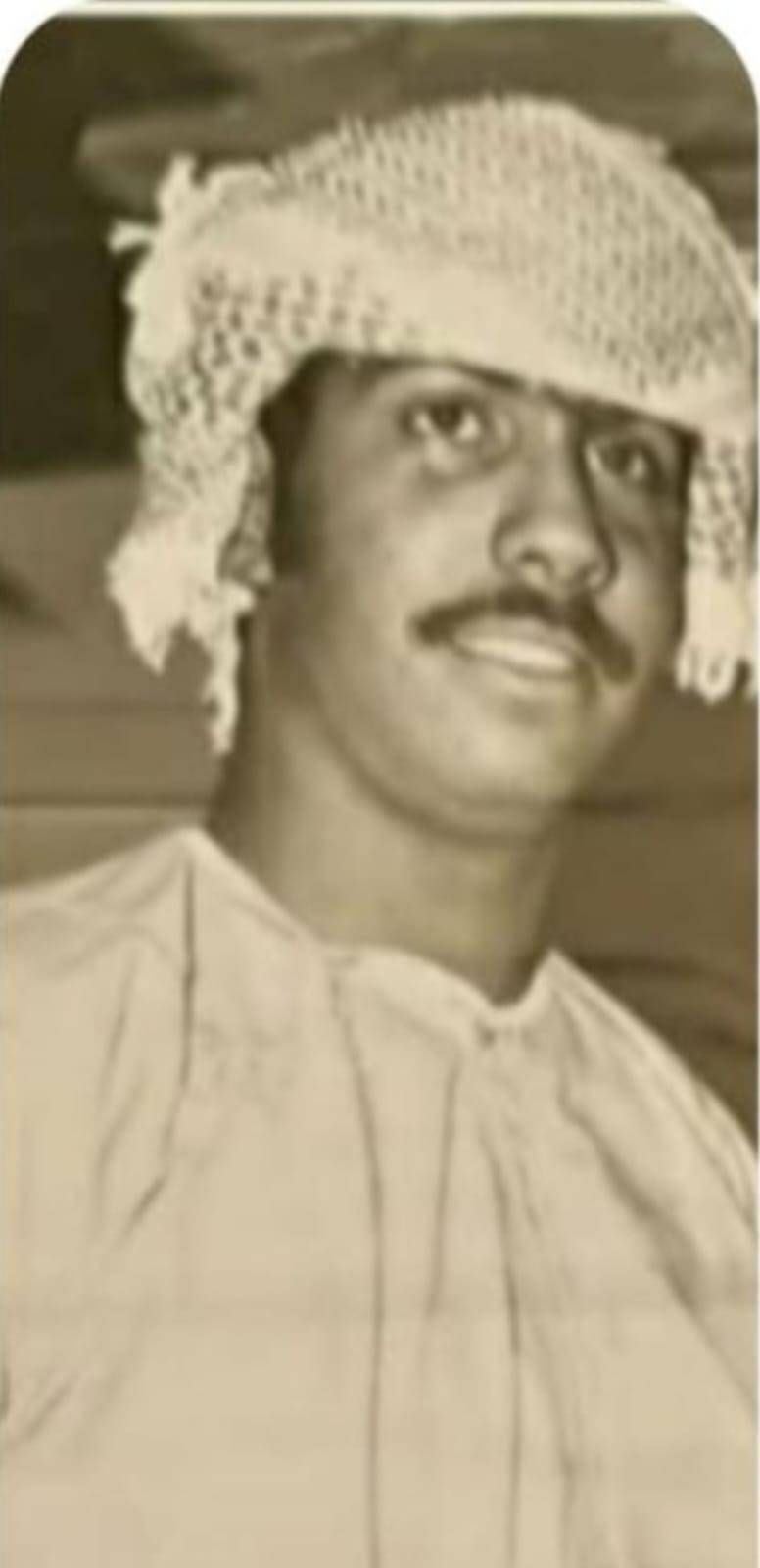
جمعة بن سالم الخصيبي

جمعة بن سالم بن جمعة الخصيبي (1958 – 1990) فنانٌ ومخرج وكاتب درامي عمانيٌّ، يُعد من أوائل روّاد الدراما العمانية في الإذاعة والتلفزيون. ساهم في تأسيس عدد من المسلسلات والتمثيليات التي عُدت من اللبنات الأولى للفن الدرامي في سلطنة عمان، وامتاز بأسلوبه الواقعي وأفكاره الاجتماعية والوطنية العميقة.

## النشأة والتعليم
وُلد جمعة الخصيبي عام 1958 في ولاية مسقط، في حارة العور المعروفة بـ"حارة الداخل" بالسور الداخلي لمنطقة قصر العلم العامر. بدأ تعليمه الأولي في كُتّاب الشيخ الربيع بن المر، حيث تعلم القراءة والكتابة. التحق بالمدرسة السعيدية بمسقط عام 1966، واستمر فيها حتى عام 1971. وفي عام 1973، أُرسل في بعثة للدراسة في كلية الشهيد فيصل الثاني في المملكة الأردنية الهاشمية.

## المسيرة المهنية
بدأ جمعة الخصيبي مسيرته المهنية عام 1974 بعد عودته إلى سلطنة عمان، حيث التحق بوزارة الإعلام وعمل في المديرية العامة للإذاعة كمنفذ برامج. وفي عام 1978، انتقل للعمل في سلك الطيران العسكري بدولة الإمارات العربية المتحدة في إمارة أبوظبي، قبل أن يعود مجددًا إلى وزارة الإعلام في عام 1980، حيث بدأت انطلاقته الحقيقية في مجال التأليف والإخراج الدرامي.
في عام 1983، كتب أولى أعماله للتلفزيون، وفي عام 1987، انتقل إلى بلدية مسقط، حيث عمل معدًا للبرامج الإذاعية والتلفزيونية، وواصل خلالها تقديم محتوى ثقافي واجتماعي يخدم المجتمع المحلي.

## الأعمال
| العمل       | النوع                      | الدور | ملاحظات      |
| ----------- | -------------------------- | ----- | ------------ |
| الشايب خلف  | تلفزيوني (فوازير)          | فاضول | تأليف وتمثيل |
| وتبقى الأرض | تلفزيوني                   | سالم  | تأليف وتمثيل |
| صيف حار     | تلفزيوني                   | —     | تأليف        |
| المقص       | تلفزيوني (مسابقات رمضانية) | راشد  | تأليف وتمثيل |
| السندباد    | تلفزيوني (عربي درامي)      | يعيش  | تمثيل        |

| العمل         | النوع  | سنة العرض |
| ------------- | ------ | --------- |
| تاجر البندقية | مسرحية | 1981      |
| الوطن         | مسرحية | 1982      |
| الراية        | مسرحية | 1983      |
| أريد أن أفهم  | مسرحية | 1986      |

## الوفاة
توفي جمعة بن سالم الخصيبي فجر يوم السبت 25 رمضان 1411هـ، الموافق 21 أبريل 1990م، بعمر 32 عامًا، بعد معاناة مع المرض. 

## إرثه وتأثيره
يُعد جمعة الخصيبي أحد الرواد الأوائل الذين ساهموا في وضع اللبنات الأولى للدراما والإعلام المرئي في سلطنة عمان، وكان له حضور فاعل في تأسيس التلفزيون العماني في فترة السبعينات، حيث عُرف بعطائه الفني وتنوّع أدواره في المسرح والإذاعة والتلفزيون. وقد شكّل مع زملائه: طالب البلوشي، وصالح زعل، وسعود الدرمكي، وغيرهم من الأسماء البارزة، نواة الجيل الأول من الفنانين والإعلاميين العمانيين الذين ساهموا في ترسيخ الثقافة البصرية المحلية وبناء هوية إعلامية وطنية. كما ترك إرثًا فنيًا مؤثرًا ألهم الأجيال اللاحقة من الممثلين والمخرجين، ولا تزال أعماله تُذكر باعتزاز في الذاكرة الفنية العمانية.